# Giuse Tuân
Giuse  Tuân tên đầy đủ là Nguyễn Duy Tuân hoặc Trần Văn Tuân là một linh mục tử vì đạo dưới triều vua Tự Đức, được Giáo hội Công giáo Rôma tôn phong Hiển Thánh vào năm 1988. Ông sinh năm 1811 tại họ Trần Xá, xứ Cao Xá (nay thuộc thị trấn Trần Cao, huyện Phù Cừ, tỉnh Hưng Yên, Giáo phận Thái Bình) trong một gia đình nông dân nghèo. Ông thụ phong linh mục năm 1857, khấn dòng Đa Minh năm 1858 với tên gọi mới là Hoan. Trong hoàn cảnh bách hại đạo Công giáo dưới triều Tự Đức, ông được chỉ định coi sóc xứ Ngọc Đồng. Năm 1861, do có người tố giác nơi ẩn trốn ông bị bắt rồi bị chém tại pháp trường Hưng Yên ngày 29 tháng 4 năm 1861. 